# Open-source ticket request system
Open-source ticket request system, OTRS, är ett ärendehanteringssystem som är öppen programvara. Ett företag, en organisation eller institution kan använda det för att logga inkommande frågor och därigenom förenkla hanteringen, till exempel av supportärenden och kundkontakter.

## Allmänt
Liksom liknande ärendehanteringssystem gör OTRS mycket mer än skickar e-brev till berörda. Varje anmälan har en historik som visar vad som gjorts med en anmälan från det den kom in. OTRS sammanför fler anmälningar för samma problem, vilket gör det lätt att arbeta med en viss händelse snarare än med en anmälan åt gången. OTRS är ett fleranvändarsystem vilket betyder att fler operatörer samtidigt kan arbeta med anmälningar, läsa inkommande meddelanden, sortera, kategorisera och besvara dem. OTRS klarar tusentals anmälningar per dag och ett i stort sett oändligt antal operatörer.
OTRS har inbyggd funktionalitet för att skapa, redigera och söka FAQ-text. FAQ-texterna kan läggas till i operatörernas svar på anmälningar.
Genom att använda ett flerspråkigt webbgränssnitt kan OTRS användas oberoende av operativsystem eftersom det körs via en webbläsare. Detta möjliggör även för operatörer utanför företaget eller rentav för kunder att delta i arbetet med anmälningarna.
OTRS erbjuder ett urval av olika funktioner. Till exempel är incidenthanteringssystemet SIRIOS hos BSI baserat på OTRS.
På mediedatabasen Wikimedia Commons (där alla svenskspråkiga Wikipedias bilder ligger lagrade) hanterar OTRS licensmedgivanden för filer som läggs upp av någon annan än upphovsrättsinnehavaren.

## Teknik
Redan från början skrevs OTRS i Perl. Webbgränssnittet använder JavaScript (som också kan stängas av av säkerhetsskäl). OTRS olika funktioner finns inlagda som moduler som kan återanvändas. På det sättet är det lätt för en användare att själv skriva in egna funktioner för att utöka OTRS användningsområden.
Webbgränssnittet använder ett mallformat (DTL, Dynamic Template Language) för att visa systemdata.
Ursprungligen fungerade endast OTRS i MySQL-databaser. Sedan dess har man lagt till stöd för PostgreSQL-, Oracle- och DB2-databaser. OTRS kan användas på många Unix eller Unix-liknande plattformar (till exempel Linux, Mac OS, FreeBSD, etc.) och MS Windows.
Användningsområdena för OTRS-system kan utökas genom att använda mod perl för Apache webbserver eller genom att dela på databas- och webbserversystem, vilket gör att man kan ha ett stort antal inloggade användare och stora volymer anmälningar.
I Unix och Unix-lika miljöer samarbetar OTRS med systemprogram som e-post-servern Postfix eller mailfiltret procmail.